# Statue de Valle-Inclán
Valle-Inclán, est une sculpture créée par le sculpteur espagnol César Lombera, située à Pontevedra (Espagne). Elle se trouve Place Méndez Núñez  et a été inaugurée le 26 juin 2003.

## Historique
Au début du XXIe siècle, le conseil municipal de Pontevedra, a décidé de faire installer un monument à l'écrivain Ramón María del Valle-Inclán dans la ville en raison de sa grande relation avec Pontevedra et pour compenser le retrait, en 1952, d'un buste de cet écrivain universel qui se trouvait dans les jardins du Parc des Palmiers et qui a été offert à la commune de A Pobra do Caramiñal.
Il fut décidé de l'installer sur la place Méndez Núñez, en face de la maison des Muruais (les frères Jesús et Andrés), dans l'importante bibliothèque de laquelle il fut formé et entra dans le monde de la littérature. La sculpture a coûté 16000 euros.
Ramón María del Valle-Inclán est né à Vilanova de Arousa dans la province de Pontevedra. Après y avoir étudié avec l’aide de son père, toute la famille s'est installée dans la capitale de la province, Pontevedra, où son père avait réussi à se faire nommer secrétaire de la Préfecture (Gobierno Civil). Il commence ses études secondaires au Lycée provincial de Pontevedra en 1877. Pendant ce temps, Jesús Muruáis, professeur de français et de latin et ami de son père, l’influence sur le plan littéraire. Il a lu Cervantès, Quevedo et le vicomte de Chateaubriand, ainsi que des ouvrages militaires et des ouvrages sur l'histoire de la Galice. Le 29 avril 1885, il termine ses études secondaires à l'âge de dix-neuf ans.
Il fait des études de droit à l’université de Saint-Jacques-de-Compostelle qu’il ne finira pas. Après un autre séjour à Pontevedra en 1890 il part à  Madrid. Il rentre à Pontevedra en 1892 et part après  au Mexique. Il retourne à Pontevedra en 1893 pour soulager sa nostalgie. Il se lie d’amitié avec Jesus Muruáis, dans la bibliothèque duquel il peut lire les plus importants écrivains européens de l’époque. Il se rend souvent au Café Moderno et y expose sa dialectique particulière qui le rendra plus tard célèbre. Il publie dans la ville en 1895 son premier livre de récits : Femeninas.
C’est à cette époque, que Valle-Inclán adopte la tenue vestimentaire des jeunes écrivains français : une cape, un chapeau et surtout une longue barbe. Il vit à Pontevedra dans une maison sur la place des Cinq Rues jusqu’en 1896, date à laquelle, à l’âge de 29 ans, il part vivre à Madrid,.

## Description
La figure de l'écrivain est installée sur un côté de la place, dans une attitude de sortie de la Maison des Muruáis, où il se rendait dans leur bibliothèque, l’une des meilleures de Pontevedra, et assistait à des rendez-vous culturels.
La sculpture est en bronze et représente l'écrivain en dandy, avec un chapeau, une veste croisée à double boutonnage et une canne, en grandeur nature. Il porte la moustache, des lunettes et sa longue barbe caractéristique. La sculpture pèse une demi-tonne et mesure 1,75 mètre.
La sculpture est basée sur l'image classique de l'écrivain et plus précisément sur une photographie de lui marchant le long du Paseo de Recoletos à Madrid.

## Galerie d'images

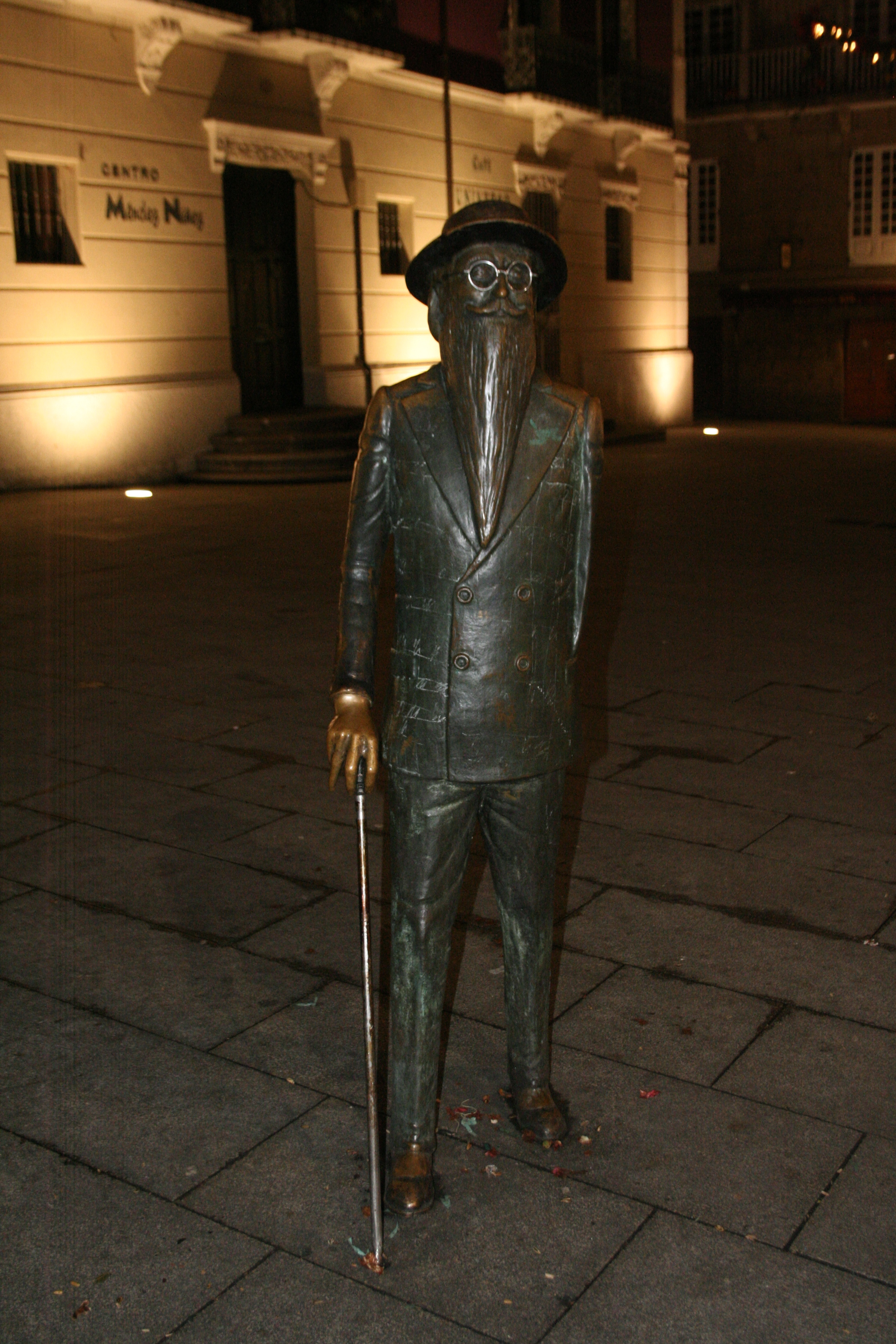
La statue le soir
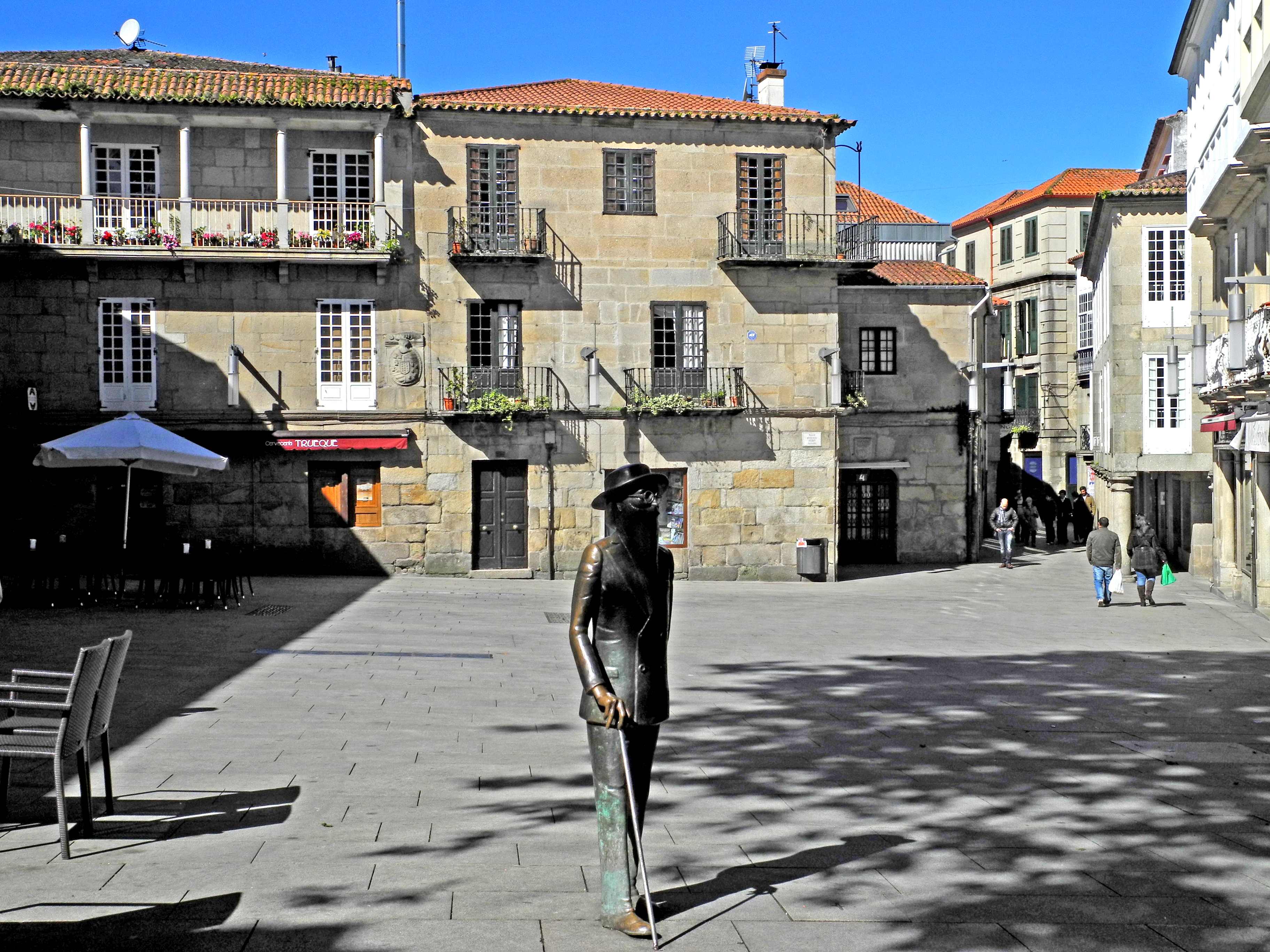
Valle-Inclán sur la place Méndez Núñez
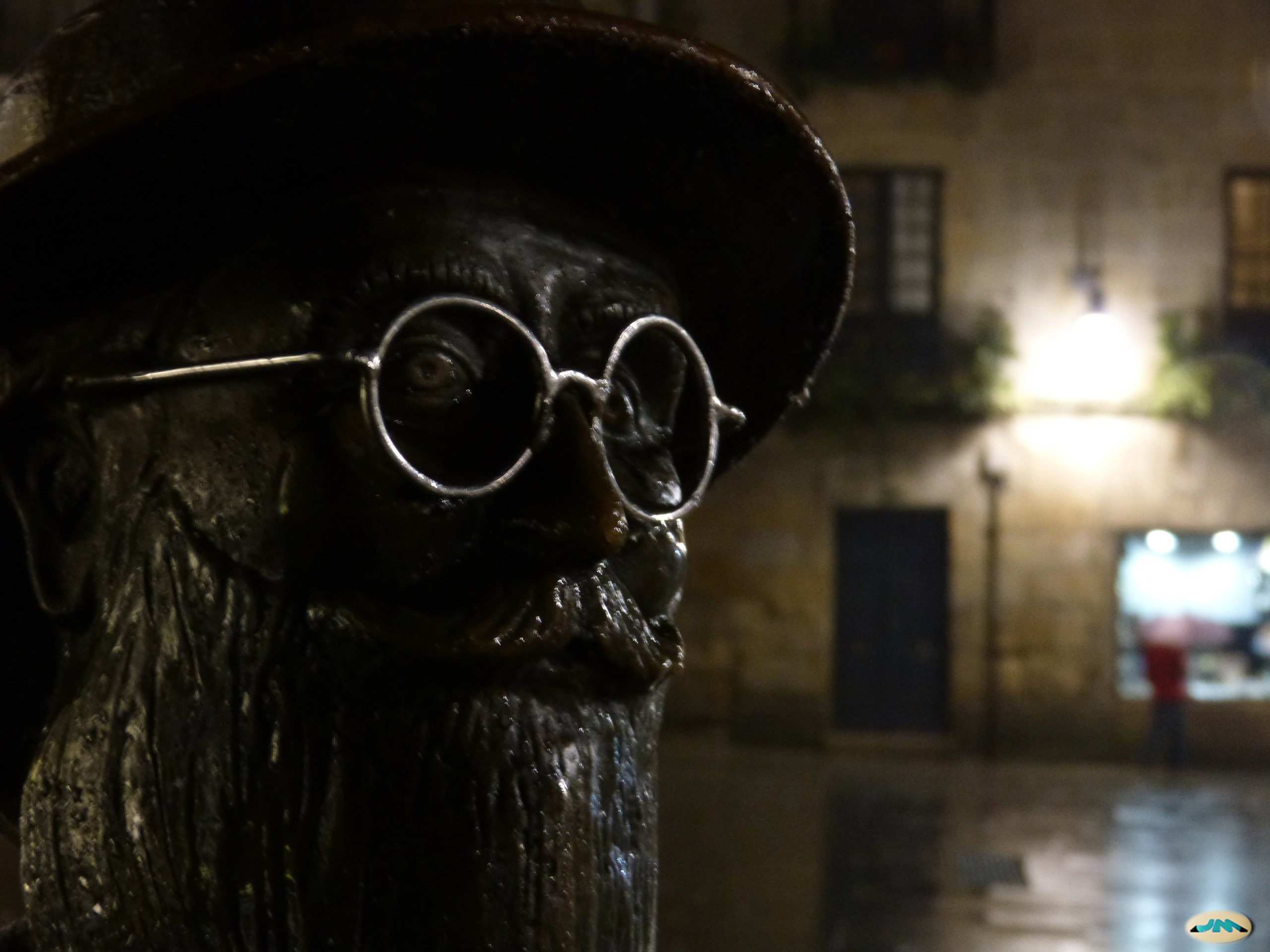
Visage de la statue
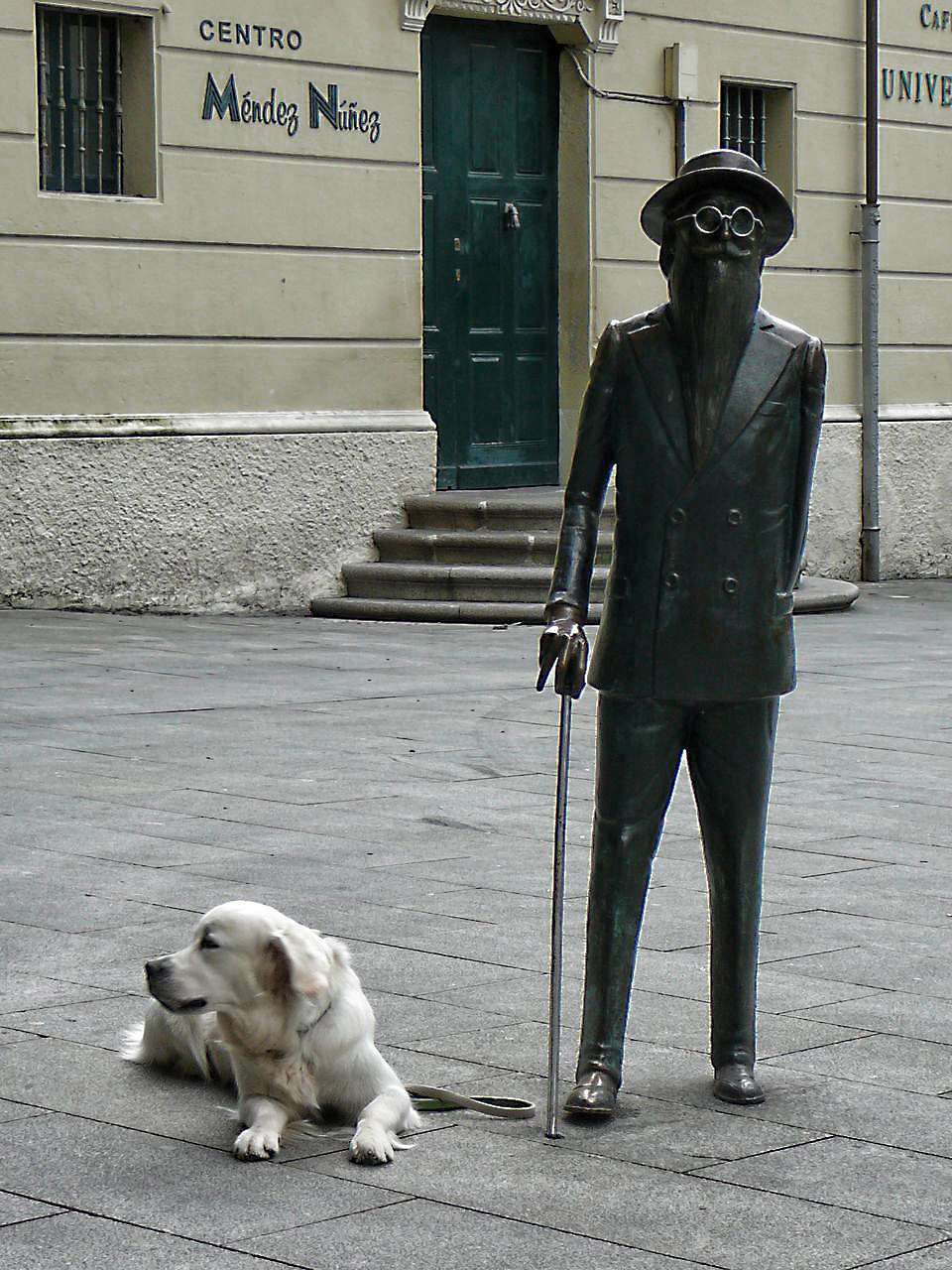
La statue sur la place
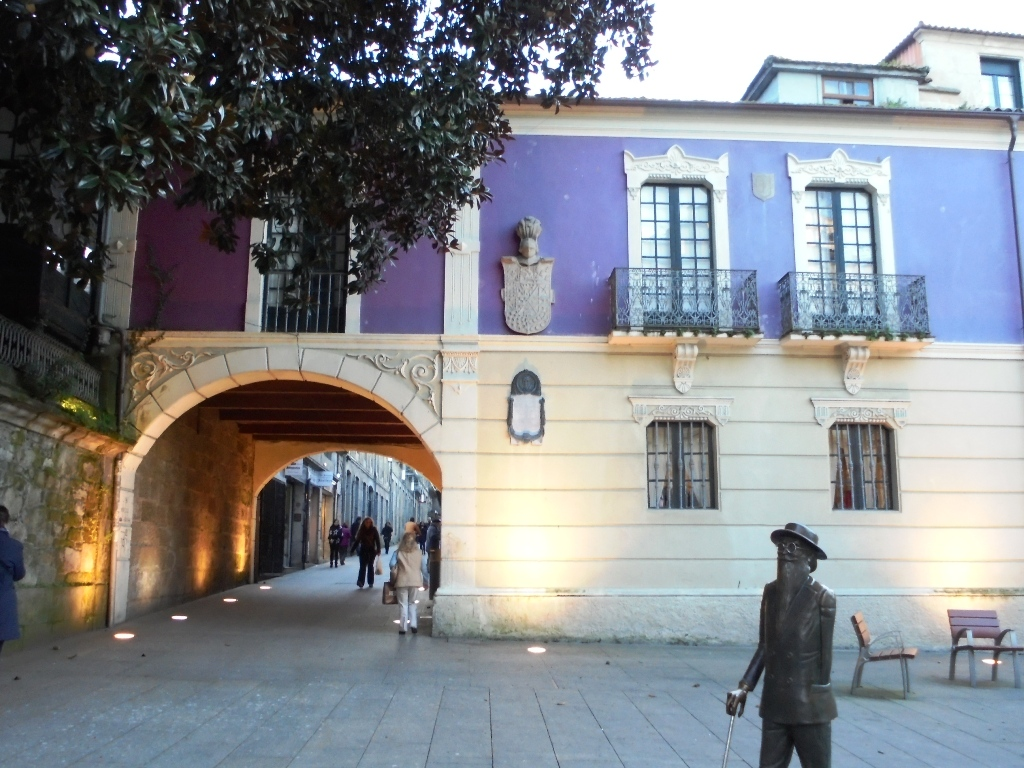
Valle-Inclán devant la maison des Muruais
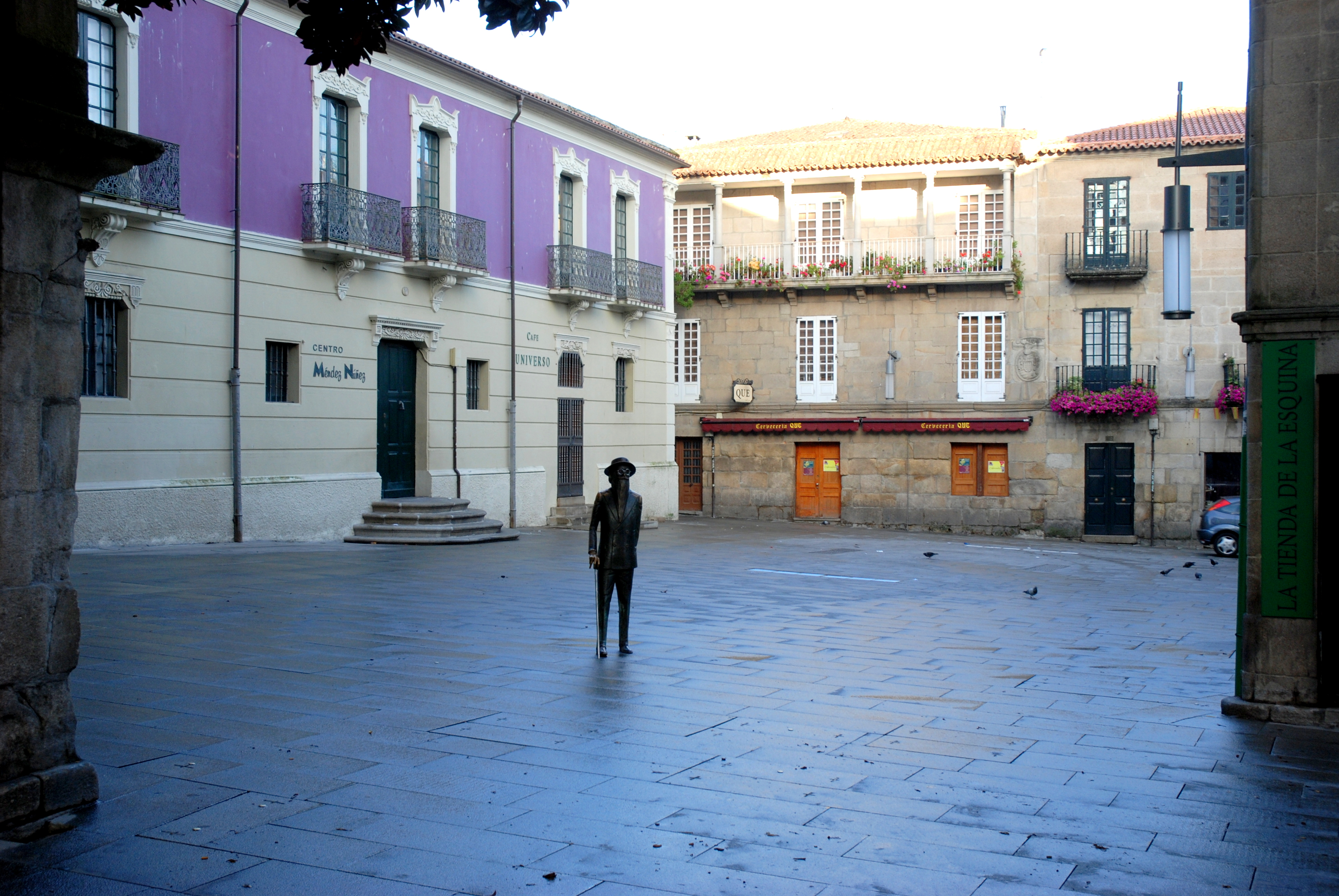
La statue devant la maison des Muruais
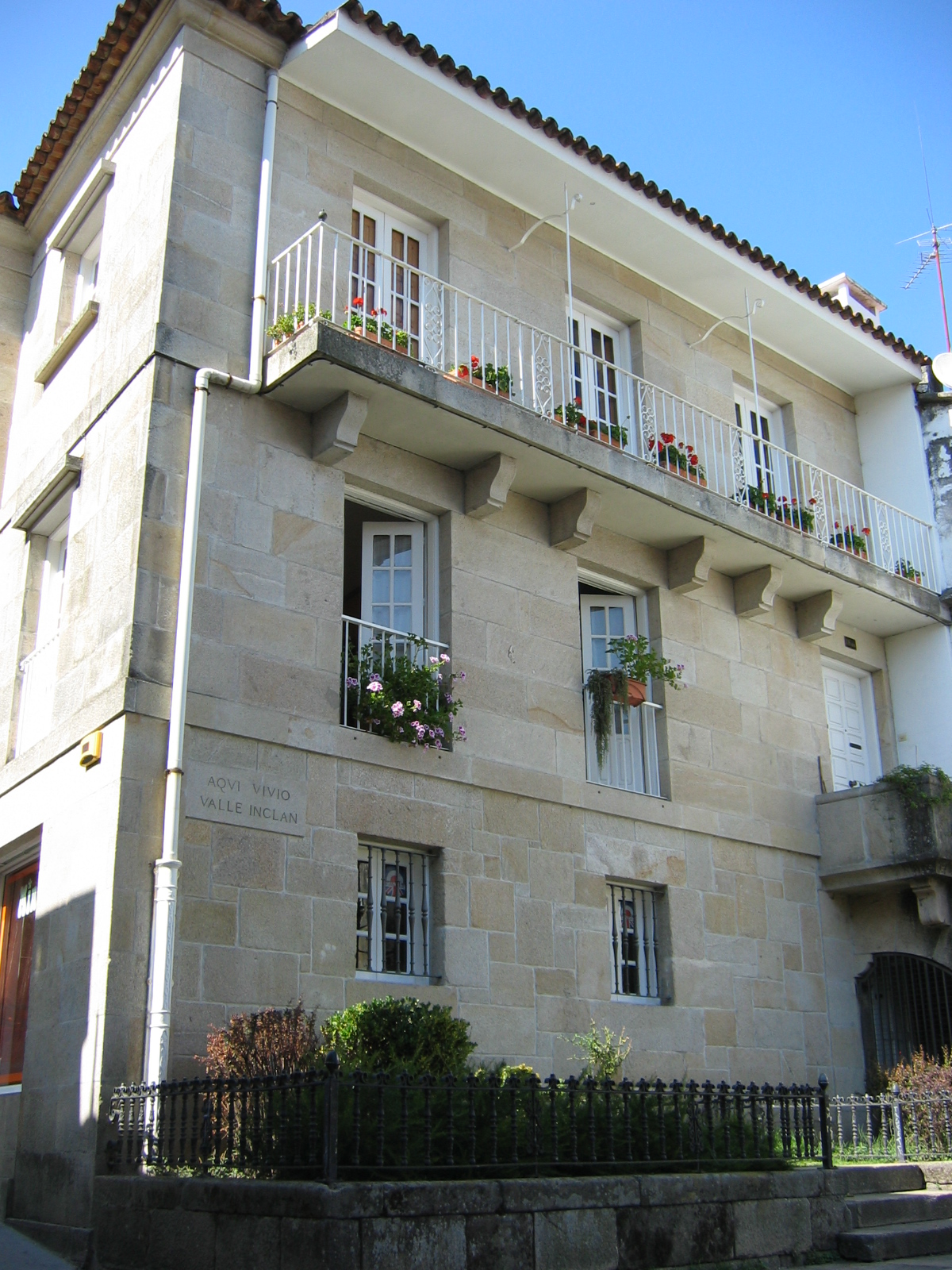
Maison de Valle-Inclán sur la place des Cinq Rues